# Fibar Group
Fibar Group – polska spółka akcyjna, która projektuje i produkuje system automatyki budynkowej Fibaro. Siedziba przedsiębiorstwa i fabryka znajdują się w Wysogotowie, w Polsce. Założycielem i pomysłodawcą przedsiębiorstwa jest Maciej Fiedler, były już prezes spółki. Od października 2019 prezesem zarządu jest Adam Krużyński.
W 2017 roku poznański zakład produkcyjny Fibaro uhonorowany został Polską Nagrodą Inteligentnego Rozwoju. W ciągu roku fabryka produkuje około 1 mln urządzeń, które trafiają na ponad 100 rynków zbytu.

## Historia
Przedsiębiorstwo zaczęła swoją działalność jako start-up z branży IoT (internetu rzeczy), który w listopadzie 2010 roku został zarejestrowany pod nazwą Fibar Group. Głównym zadaniem przy powstawaniu przedsiębiorstwa było stworzenie bezprzewodowego systemu automatyki budynkowej, który byłby łatwy w obsłudze i bezinwazyjny w instalacji.
Fibar Group rozpoczęło działalność od produkcji 4 urządzeń: centrali zarządzającej systemem oraz trzech modułów do zarządzania urządzeniami elektronicznymi, roletami okiennymi oraz oświetleniem. Wszystkie z urządzeń oparte były na protokole Z-Wave, który do dziś stanowi najważniejszą gałąź produktów Fibaro. Wraz z rozwojem przedsiębiorstwa system był uzupełniany o kolejne komponenty, które umożliwiały zarządzanie bezpieczeństwem, ogrzewaniem domu oraz pozwalały generować oszczędności (np. w zużyciu energii).
2011
- W Poznaniu powstała fabryka Fibaro, której przestrzeń wynosi ok. 1800 m²[7]. Produkowane są w niej wszystkie urządzenia Fibaro. Zatrudnienie znajduje tam ponad 150 osób, a w całym przedsiębiorstwie pracuje ok. 400 osób[4].
- Do 2016 roku powstało w niej ponad 665 tysięcy produktów Fibaro, które trafiły na 110 różnych rynków (w tym polski)[7].

2012
- Grupa odnotowała wzrost przychodów ze sprzedaży produktów o 488% w porównaniu do analogicznego okresu rok wcześniej[8].

2013
- Sprzedaż Fibar Group na terenie Polski to zaledwie 8% z całego przychodu przedsiębiorstwa. Zarząd spółki skupia się na zagranicznych rynkach rozwijając sieć dystrybutorów[9].
- Do portfolio produktów dołączają: Wall Plug, RGBW Controller, Flood Sensor, Smoke Sensor oraz Roller Shutter 2.[potrzebny przypis]

2014
- Powstały rozwiązania poszerzające możliwości Systemu Fibaro: Home Center Lite, Motion Sensor.[potrzebny przypis]
- Powstała spółka na rynku amerykańskim Fibaro USA[10]

2015
- Przekształcono formę prawną: ze spółki z ograniczoną odpowiedzialnością na spółkę akcyjną[11]. Rozwiązania Fibaro były dystrybuowane do ponad 100 państw[12].

2016
- Spółka zdecydowała się na produkcję urządzeń w nowym standardzie – HomeKit, przy zachowaniu Z-Wave. Jest to grupa produktów dedykowana do pracy w środowisku stworzonym przez amerykańskie przedsiębiorstwo Apple[13]. Charakteryzują się one przede wszystkim tym, że nie wymagają osobnej centrali – jej rolę mogą pełnić niektóre z produktów Apple.[potrzebny przypis]

System Fibaro zostaje wzbogacony o rozwiązania wyzwalające działanie systemu: Swipe oraz The Button.
2017
- Ekosystem Fibaro: wprowadzenie KeyFob[16], CO Sensor[17].
- Fibar Group wprowadził do sprzedaży Intercom[potrzebny przypis][18] i głowicę termostatyczną Heat Controller[19].

2018
- Opracowane zostały pierwsze produkty wyposażone w moduł BLE (Bluetooth Low Energy) oraz Wi-Fi, które można podłączyć bezpośrednio do domowego routera, z pominięciem centrali[20].

## Produkty Fibaro
| Z-Wave              | Z-Wave | Z-Wave                                                            | Z-Wave                  | Z-Wave                                         |
| Produkt             | Rok    | Warianty                                                          | Wersja protokołu Z-Wave | Główna rola w systemie                         |
| ------------------- | ------ | ----------------------------------------------------------------- | ----------------------- | ---------------------------------------------- |
| Motion Sensor       | 2014   |                                                                   | 5                       | Wykrycie ruchu                                 |
| Smoke Sensor 2      | 2015   |                                                                   | 5                       | Wykrycie pożaru                                |
| Flood Sensor        | 2013   |                                                                   | 5                       | Wykrycie zalania                               |
| Door/Window Sensor  | 2012   | 7 opcji kolorystycznych                                           | 5                       | Czujnik otwarcia drzwi i okien                 |
| Universal Sensor    | 2012   |                                                                   | 3                       | Moduł dla urządzeń binarnych                   |
| The Button          | 2016   | 8 opcji kolorystycznych                                           | 5                       | Fizyczny przycisk do uruchamiana harmonogramów |
| Dimmer 2            | 2015   |                                                                   | 5                       | Sterowanie oświetleniem                        |
| Single Switch       | 2011   |                                                                   | 5                       | Kontrola gniazdek                              |
| Double Switch       | 2011   |                                                                   | 5                       | Kontrola gniazdek                              |
| Roller Shutter      | 2013   |                                                                   | 3                       | Kontrola rolet                                 |
| RGBW                | 2013   |                                                                   | 3                       | Sterowanie oświetleniem                        |
| Wall Plug           | 2013   | 3 typy gniazdek: EU, US, GB Występuje w wersji z i bez złącza USB | 5                       | Kontrola gniazdek elektrycznych                |
| Swipe               | 2016   |                                                                   |                         | Zarządzanie systemem za pomocą gestów          |
| Home Center 2       | 2011   |                                                                   | 3                       | Centrala systemu                               |
| Home Center Lite    | 2010   |                                                                   | 3                       | Centrala systemu                               |
| The Heat Controller | 2017   |                                                                   | 5                       | Kontrola ogrzewania                            |
| Intercom            | 2017   |                                                                   |                         |                                                |
| CO Sensor           | 2017   |                                                                   | 5                       | Wykrycie czadu                                 |
| HomeKit             |        |                                                                   |                         |                                                |
| Produkt             | Rok    | Warianty                                                          | Warianty                | Główna rola w systemie                         |
| Door/Window Sensor  | 2016   | 7 opcji kolorystycznych                                           | 7 opcji kolorystycznych | Czujnik otwarcia drzwi i okien                 |
| Wall Plug           | 2017   |                                                                   |                         | Inteligentny włącznik                          |
| Motion Sensor       | 2016   |                                                                   |                         | Wykrycie ruchu                                 |
| Flood Sensor        | 2016   |                                                                   |                         | Wykrycie zalania                               |
| Single Switch       | 2017   |                                                                   |                         | Kontrola gniazdek                              |
| CO Sensor           | 2017   |                                                                   |                         | Wykrycie czadu                                 |
| The Button          | 2018   | 8 opcji kolorystycznych                                           | 8 opcji kolorystycznych | Fizyczny przycisk do uruchamiana harmonogramów |

## Nagrody i wyróżnienia
Źródło: 
- Euro Certyfikat Branżowy 2011 w kategorii Inteligentne Systemy Automatyki Budynkowej[22]
- Regionalny Lider Innowacji i Rozwoju 2011 w kategorii Wizjoner IT w podkategorii Firma Mała[23]
- Regionalny Lider Innowacji i Rozwoju 2012 w kategorii Innowacyjny produkt w podkategorii Firma Mała[24]
- Męska Rzecz 2012 w plebiscycie TVN Turbo – finalista w kategorii „Gadżet i elektronika” (Centralki Home Center 2)[25]
- Złoty Volt przyznany przez Polską Izbę Gospodarczą Elektrotechniki (należącej do europejskiej organizacji samorządu gospodarczego Orgalime) za najlepszy produkt elektrotechniczny Elektrotechnika 2013[26]
- Nagroda Polskiej Izby Inżynierów Budownictwa w Konkursie na najlepszy wyrób XI Międzynarodowych Targów Elektrotechnika 2013[27]
- Męska Rzecz 2013 w plebiscycie TVN Turbo – finalista w kategorii „Gadżet i elektronika”[28]
- I nagroda Teletechnika 2013 za system Inteligentnego Domu Fibaro[29][30]
- Technik-Preis nagroda dziennikarzy technicznych dla Fibaro Wall Pluga na CeBIT 2013[31]
- Laureat „Godła Firma Foku 2013” Centralnego Biura Certyfikacji Krajowej[32]
- Wizjoner 2013 nagroda Dziennika Gazety Prawnej dla Macieja Fiedlera[33]
- zwycięzca konkursu „Firma bez granic” (organizowanego przez TVP Info i „Dziennik Gazetę Prawną”) – w kategorii „największy sukces w krótkim czasie”[34]
- Brązowy Laur Innowacyjności 2013 Naczelnej Organizacji Technicznej[35]
- Młoda Marka Sukcesu 2013 nagroda dziennika Rzeczpospolita[36]
- IF Design Award 2014 dla Fibaro Flood Sensor (czujnik zalania)[37][38]
- Certyfikat „Dobra Marka 2014 – Jakość-Zaufanie-Renoma” w kategorii Systemy automatyki budynkowej[39]
- Dobry Wzór 2014 w kategorii Nowe Technologie[40]
- National Champion w konkursie European Business Awards 2013/2014[41]
- CES Innovation Award 2015 w kategorii Smart Home – za Motion Sensor[42]
- Polska Nagroda Inteligentnego Rozwoju 2017 – za budowę fabryki w Poznaniu[potrzebny przypis]
- Lider Innowacyjności, Europe&Emirates Economic Forum 2017[potrzebny przypis]
- Mobility Trends 2017, Smart Home roku 2017 z produktem Fibaro Intercom[potrzebny przypis]

W 2013 r. Maciej Fiedler został finalistą konkursu Ernst & Young Przedsiębiorca Roku 2013.